# Helmut Preisendörfer
Helmut Preisendörfer (* 16. Januar 1927 in Obersinn; † 16. Mai 1984 in Heusenstamm) war ein deutscher Fußballspieler, der von 1951 bis 1959 als Stürmer von Kickers Offenbach in der Fußball-Oberliga Süd 214 Spiele absolviert und dabei 148 Tore erzielt hat.

## Laufbahn

### Oberliga Süd, 1951 bis 1959
Mit 24 Jahren unterschrieb der Amateurfußballer des TSV Heusenstamm, Helmut Preisendörfer, einen Vertrag beim Süd-Oberligisten Kickers Offenbach und wagte damit den Schritt von der viertklassigen hessischen Bezirksklasse in die höchste Liga von Süddeutschland. Trainer Paul Oßwald, ein unermüdlicher Entdecker und Förderer heimischer Talente, setzte den ungemein wuchtigen Angreifer sofort im Startspiel der Oberligarunde 1951/52 ein. Am 19. August 1951 trennten sich der OFC und 1860 München auf dem Bieberer Berg mit einem 2:2-Unentschieden, beide Tore hatte der Neuzugang aus Heusenstamm erzielt. Offenbach schoss mit 75 Treffern die meisten Tore in der Runde und kam auf dem dritten Rang ein. Preisendörfer holte sich mit 26 Toren gemeinsam mit Max Morlock die Torschützenkrone im Süden, vor Werner Baßler (22) und Siegfried Kronenbitter mit 20 Toren. Zur besten Offensive des Südens hatten aber auch kräftig die beiden Mitspieler Kurt Schreiner (16) und Heinz Baas mit 15 Toren beigetragen. Insgesamt in sieben Spielen traf der neue OFC-Torjäger zweimal und beim 5:1-Erfolg gegen Schweinfurt 05 dreimal in das gegnerische Netz. In seiner zweiten Saison 1952/53 kam Preisendörfer auf 17 Treffer. Preisendörfer, der sowohl auf der linken Seite als auch im Sturmzentrum einsetzbar war, entwickelte sich zum Goalgetter vom Dienst. In seiner dritten Oberligarunde, 1953/54, gewann er erneut die Süd-Torjägerkrone. Er erzielte wie Horst Schade 22 Tore und führte damit die Torschützenliste vor Otto Baitinger mit 21 Toren an. Wiederum reichte es für Offenbach als Tabellendritter nicht zum Einzug in die Endrunde um die deutsche Fußballmeisterschaft. Im Jahr der Fußballweltmeisterschaft 1954 zeichnete sich der Torjäger in sechs Oberligaspielen als zweifacher Torschütze aus und traf beim 6:2-Auswärtserfolg bei Viktoria Aschaffenburg dreimal in das Tor der von Altnationalspieler Ernst Lehner trainierten Mannschaft vom Stadion am Schönbusch.
Mit 26 Toren stellte Preisendörfer in der Runde 1955/56 seinen persönlichen Rekord in der Oberliga Süd auf. Ernst-Otto Meyer vom VfR Mannheim gewann aber mit 30 Treffern, vor dem Ex-Heusenstammer, in dieser Runde die Torjägerkrone im Süden. Erwin Waldner vom VfB Stuttgart kam mit 20 Toren auf den dritten Rang. Der OFC-Rekordschütze traf beim 4:2-Auswärtserfolg gegen die SpVgg Fürth sowie beim 4:0-Heimsieg im Derby gegen Eintracht Frankfurt am zehnten Spieltag jeweils dreimal in das gegnerische Gehäuse. In fünf weiteren Spielen zeichnete er sich als Doppeltorschütze aus. Als Titelverteidiger – in der Meisterrunde 1954/55 kam Preisendörfer auf 18 Tore – platzierte sich die Oßwald-Mannschaft auf den vierten Rang. In seiner sechsten Oberligarunde steuerte er zur Vizemeisterschaft 1956/57 18 Tore bei, Berti Kraus (15) und Gerhard Kaufhold folgten mit 14 Toren. Im letzten Trainerjahr von Paul Oßwald, 1957/58, kam der 30-Jährige nochmals auf 16 Treffer. Der junge Siegfried Gast wurde mit 20 Treffern bester Torschütze in der Südliga, vor Rudolf Kölbl, Kurt Sommerlatt und Preisendörfer mit jeweils 16 Treffern. In acht Runden hatte somit Helmut Preisendörfer 148 Tore für Offenbach in der Oberliga erzielt. In seiner letzten Saison erzielte er noch 5 Tore. Das letzte Tor erzielte der vereinsinterne Oberliga-Rekordschütze am 3. Mai 1959 bei der 2:3-Heimniederlage gegen 1860 München. Zum zweiten Mal feierte er mit Offenbach 1959 die Vizemeisterschaft im Süden. In Offenbach folgen Gerhard Kaufhold (112), Hermann Nuber (102), Engelbert Kraus (101) und Siegfried Gast mit 94 Treffern in der Torschützenliste der Fußball-Oberliga Süd auf den Rängen.

### Auswahlspiele, DFB-Pokal und Endrunden, 1952 bis 1959
Bundestrainer Sepp Herberger lud den Offenbacher Torjäger Mitte November 1952 einmal zu einem DFB-Sichtungslehrgang ein. Dazu gehörte auch ein Testspiel am 24. November in Berlin, wo Preisendörfer in einer DFB-Auswahl als Linksaußen beim 4:1-Sieg gegen eine Berlin-Elf stürmte. Im DFB-Pokal kam er in den Wettbewerben 1953 und 1955 in sieben Spielen auf sieben Tore und scheiterte mit Offenbach 1955 erst im Halbfinale an Schalke 04. Für die Stadtauswahl Frankfurt/Offenbach erzielte er im Messestädte-Pokal 1955–1958 am 27. März 1957 beim Rückspiel gegen die Stadtauswahl London in der 72. Minute den 1:0-Siegtreffer.

In den ersten zwei Anläufen in der Endrunde um die deutsche Fußballmeisterschaft 1955 und 1957 konnte der kraftvolle Vollstrecker seine Torjägerqualitäten, nicht wie gewohnt in der Oberliga Süd, unter Beweis stellen. In acht Spielen reichte es nur zu einem Tor. In seiner dritten Endrunde, 1959, behauptete er sich aber eindrucksvoll als Torschütze vom Dienst. In sechs Gruppenspielen zeichnete er sich in fünf Spielen als Torschütze aus, wobei ihm in den Partien gegen Westfalia Herne und Tasmania 1900 Berlin jeweils in den Schlussminuten der 2:1 bzw. 3:2-Siegtreffer glückte und Offenbach damit in das Endspiel einzog. Werner Skrentny schildert den Finaleinzug mit folgenden Worten: 

„Als ‚last minute-Team’ waren sie in die Geschichte dieser DM-Endrunde ’59 eingegangen. Gegen den Hamburger SV lagen sie im Waldstadion vor 82.000 nach einer halben Stunde 0:2 zurück, sechs Minuten vor dem Ende drehten sie noch alles um, gewannen 3:2. Als schon alles vom Süd-Endspiel träumte, holten die Kickers vor 38.000 in Frankfurt die Berliner Pinkpank und Fiebach auf den Boden zurück: 2:0 für Tasmania. Aber da waren noch vier Minuten zu spielen und es ereignete sich Unglaubliches: `Männer, die in den Kurven der Sportplätze alt geworden sind, bekannten: Das haben wir noch nie erlebt! Sie sagten es wie von einem Wunder angerührt’ („Sport-Illustrierte“). Was war geschehen, `dass die ganze Kampfbahn fast um den Verstand gebracht wurde’, im ’unglaublichsten Spiel aller Zeiten’? Nuber hatte in der 87. Minute den Anschlusstreffer erzielt. Berti Kraus glich in der 88. Minute aus. Helmut Preisendörfer nahm das Leder in der 89. Minute halbhoch aus der Luft – ‚der Fünfmeter-Raum und die Torlinie waren vollgepropft mit Tasmania-Spielern’-, setzte es zwischen Verteidiger Bäsler und dem Pfosten ins Tor – 3:2, `das schönste Tor meines Lebens’, sagte der Stürmer danach, und Berlins Mittelläufer Peschke: ‚Ich verstehe jetzt noch nicht, wie die drei Offenbacher Tore fallen konnten.“

Im Finale glich Preisendörfer in der 23. Minute mit seinem sechsten Tor in der Endrunde die 2:1-Führung von Eintracht Frankfurt aus und die zwei Erzrivalen gingen damit nach 90 Minuten in die Verlängerung. Die Frankfurter setzten sich darin mit 5:3 Toren durch. Der OFC-Angriff setzte sich am 28. Juni 1959 in Berlin aus folgenden Spielern zusammen: Engelbert Kraus, Hermann Nuber, Siegfried Gast, Gerhard Kaufhold und Helmut Preisendörfer. Der 32-jährige Angreifer beendete nach acht Oberligarunden im Sommer 1959 seine Laufbahn bei Kickers Offenbach und kehrte zur Runde 1959/60 als Spieler-Trainer zu seinem Heimatverein TSV Heusenstamm zurück.
Neben den sportlichen Erfolgen hatte Preisendörfer mit Offenbach auch durch deren rege „Reisetätigkeit“ in das Ausland viele Eindrücke neben dem Platz erfahren dürfen. Die fünfwöchige Ost-Asienreise 1953 mit den Philippinen, Hongkong, Japan, Kalkutta und Pakistan gehören dazu wie auch eine Reise in die Sowjetunion und 1958 in die USA.

### Erfolge im Amateurlager
Mit den Blau-Weißen vom Sportplatz „Alte Linde“ erlebte Preisendörfer in der 1. Amateurliga Hessen eindrucksvolle Runden. Nach dem sechsten Rang in seinem Debütjahr als Spielertrainer, 1959/60, holte er nach der Rückkehr von Torhüter Walter Zimmermann in den Runden 1960/61 und 1961/62 jeweils die Vizemeisterschaft nach Heusenstamm.